# Nhà thờ thánh Gioan Nepomuk
Nhà thờ thánh Nepomuk ở Zelená Hora (Gruneberg) tại thị xã Žďár nad Sázavou, gần biên giới giữa xứ Bohemia và Moravia, là tuyệt phẩm của Jan Santini Aichel, một kiến trúc sư người Séc. Ông ta đã phối hợp kiểu kiến trúc baroque với các yếu tố kiến trúc gothic trong xây dựng cũng như trong trang trí.
Năm 1719, khi Giáo hội Công giáo Rôma công bố miệng lưỡi của (linh mục) Gioan thành Nepomuk (1340 - 1393) không hề "bị mua chuộc", người ta bắt đầu xây dựng một ngôi nhà thờ ở Zelena Hora, nơi vị thánh tương lai đã bắt đầu đi học (khi còn nhỏ). Nhà thờ này đã được cung hiến ngay sau khi Gioan thành Nepomuk được phong thánh năm 1720, mặc dù việc xây dựng vẫn kéo dài mãi tới năm 1727 mới hoàn tất. Nửa thế kỷ sau, nhà thờ này bị một loạt hỏa hoạn, hình dạng của mái nhà thờ đã được sửa đổi khác đi.
Năm 1994, nhà thờ này đã được UNESCO công nhận là di sản thế giới, trong khóa họp thứ 18.

## Hình ảnh

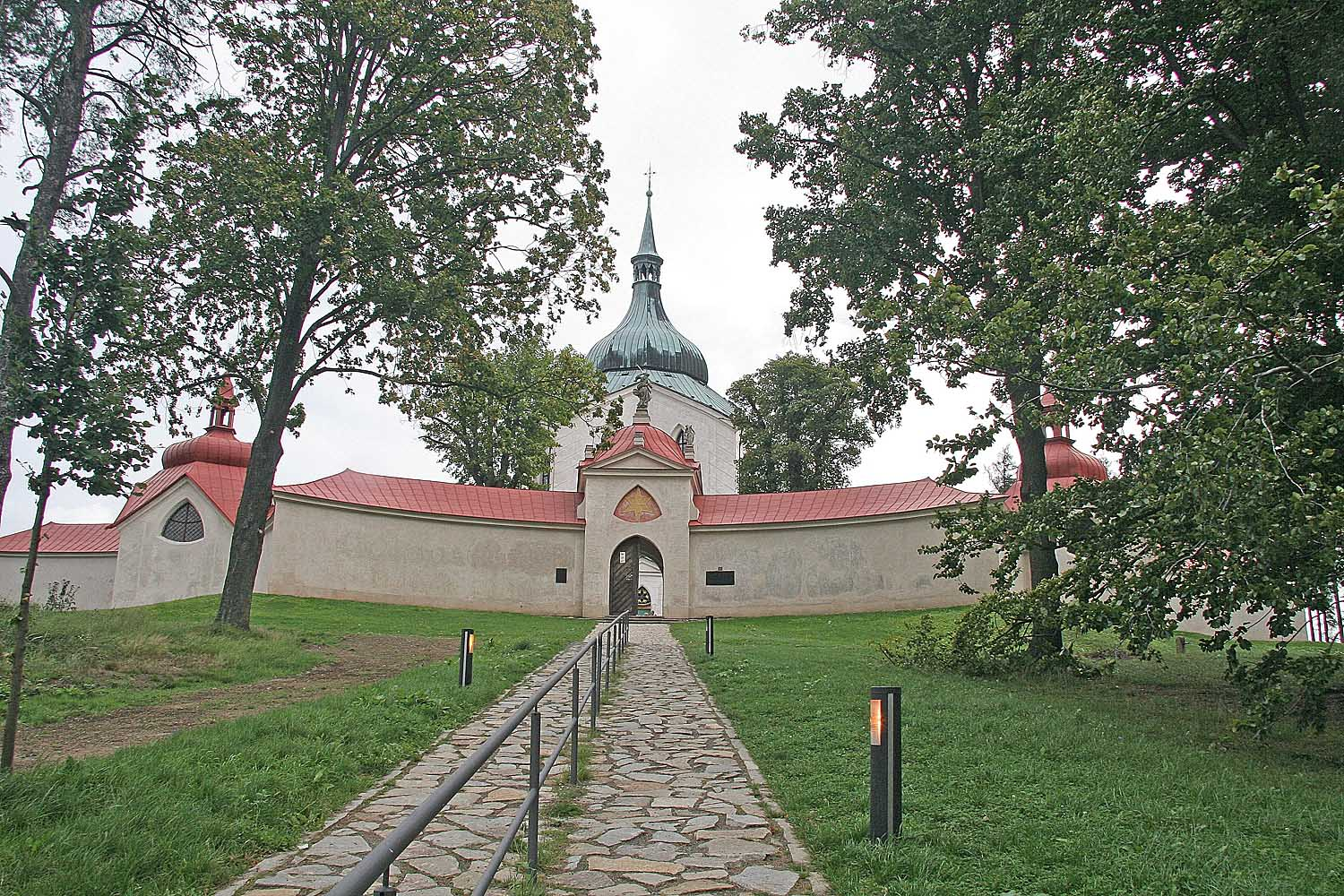
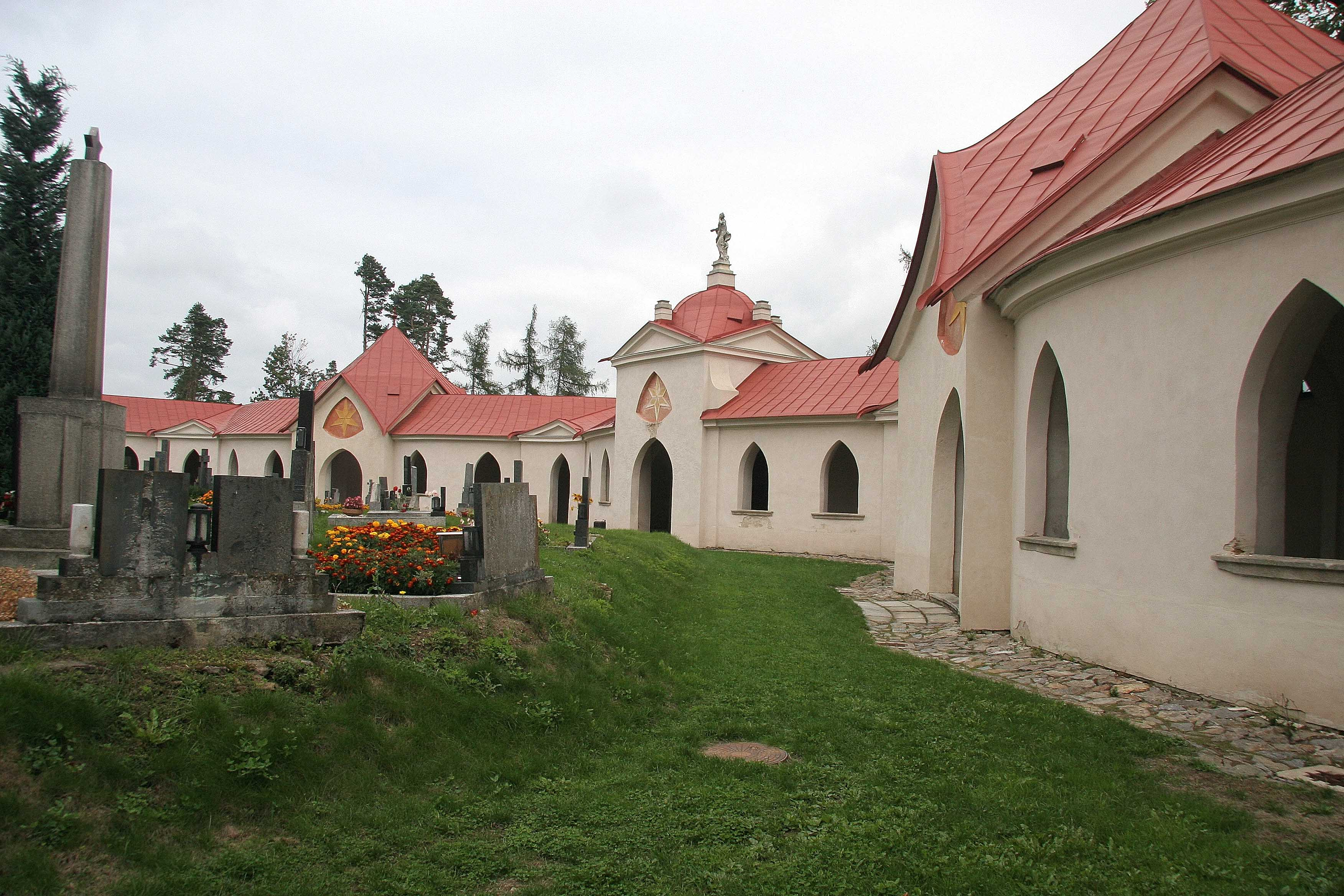
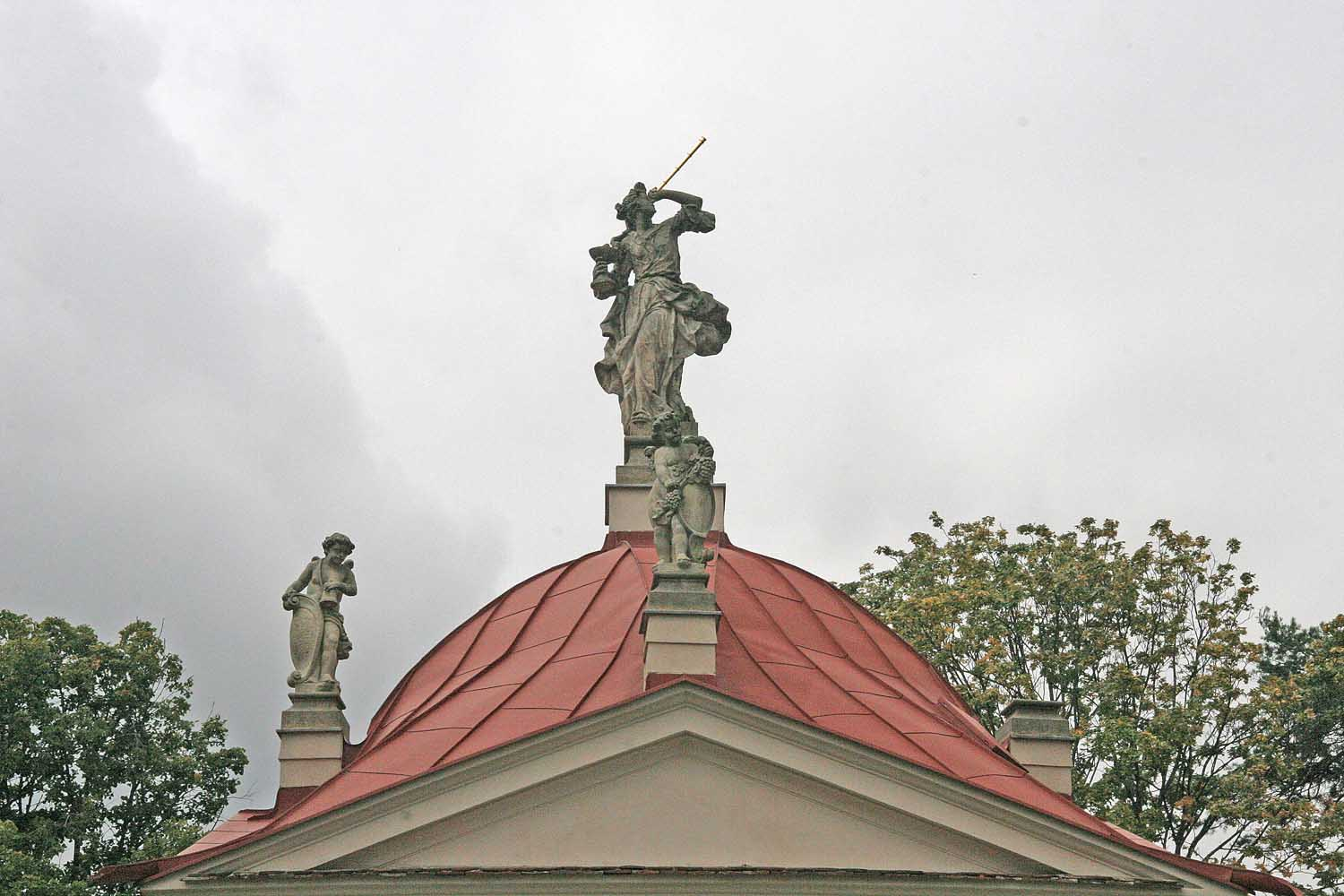
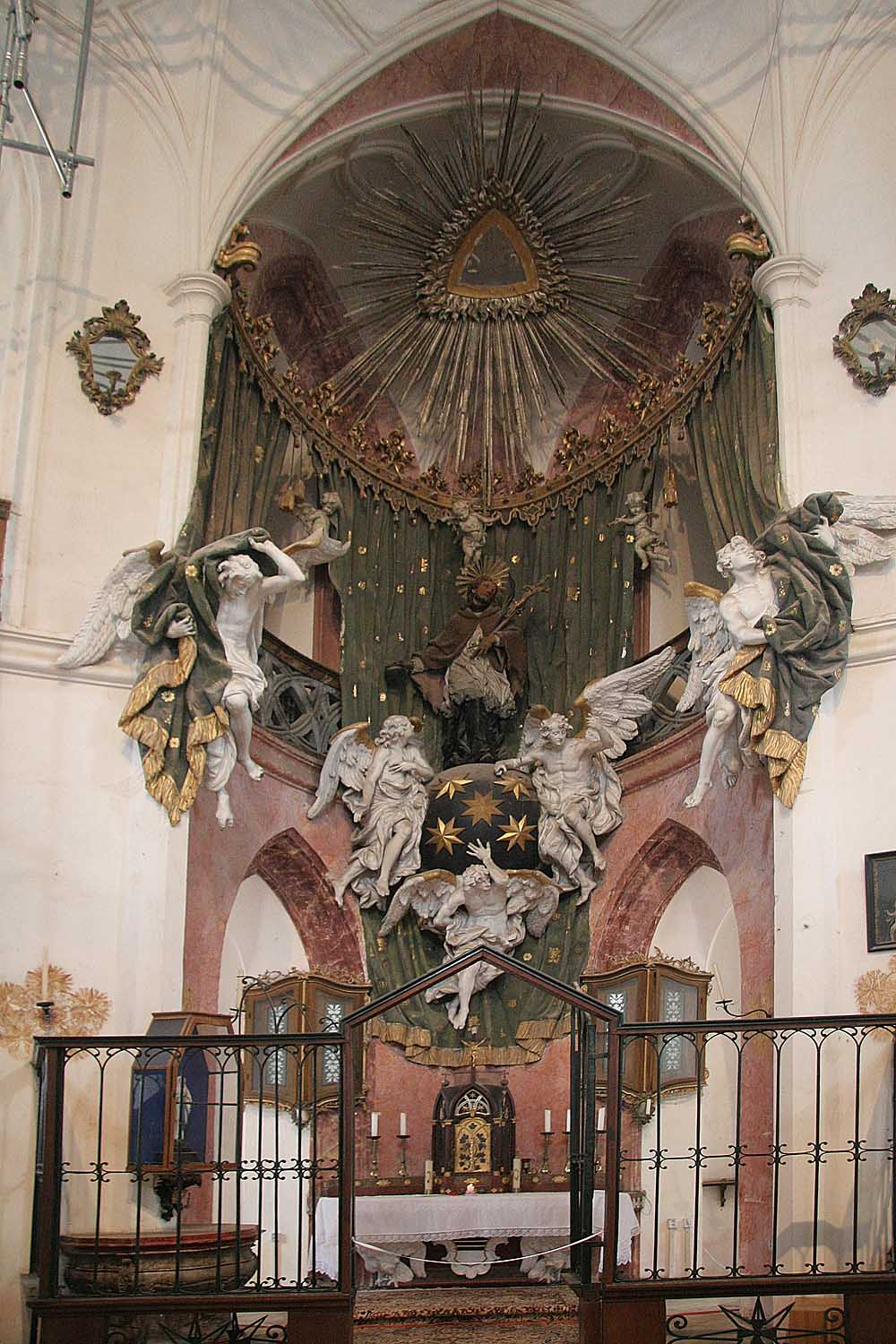
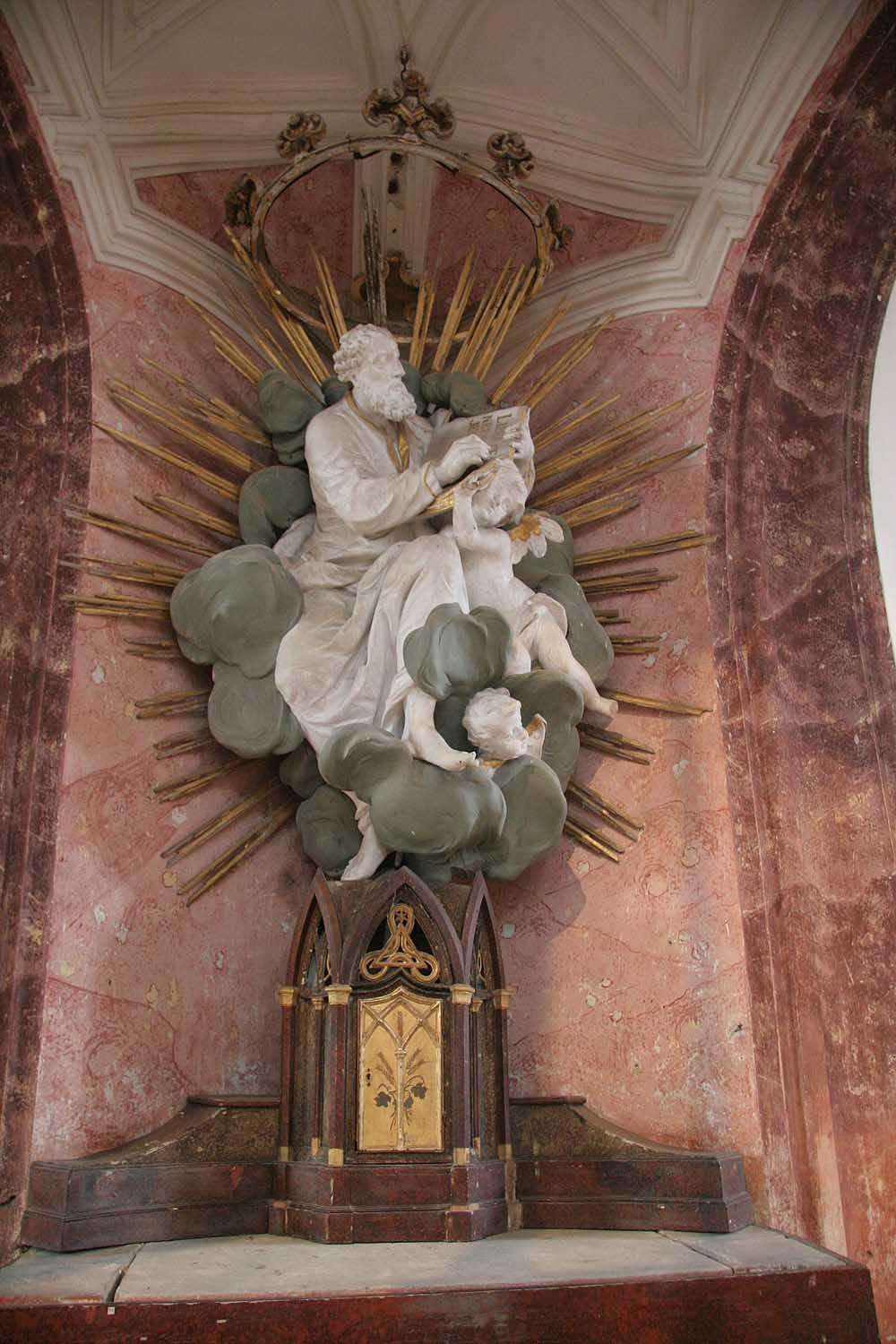
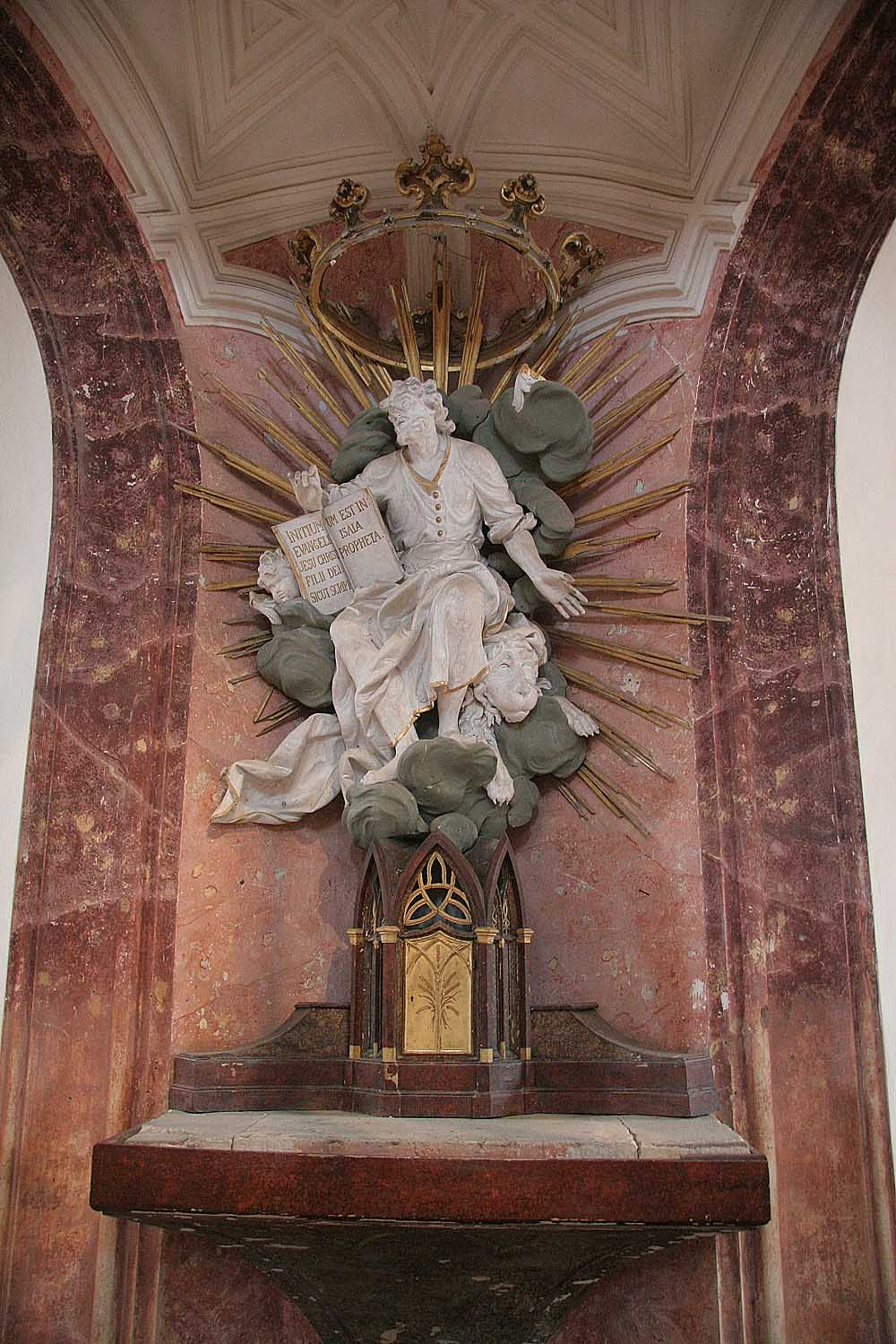
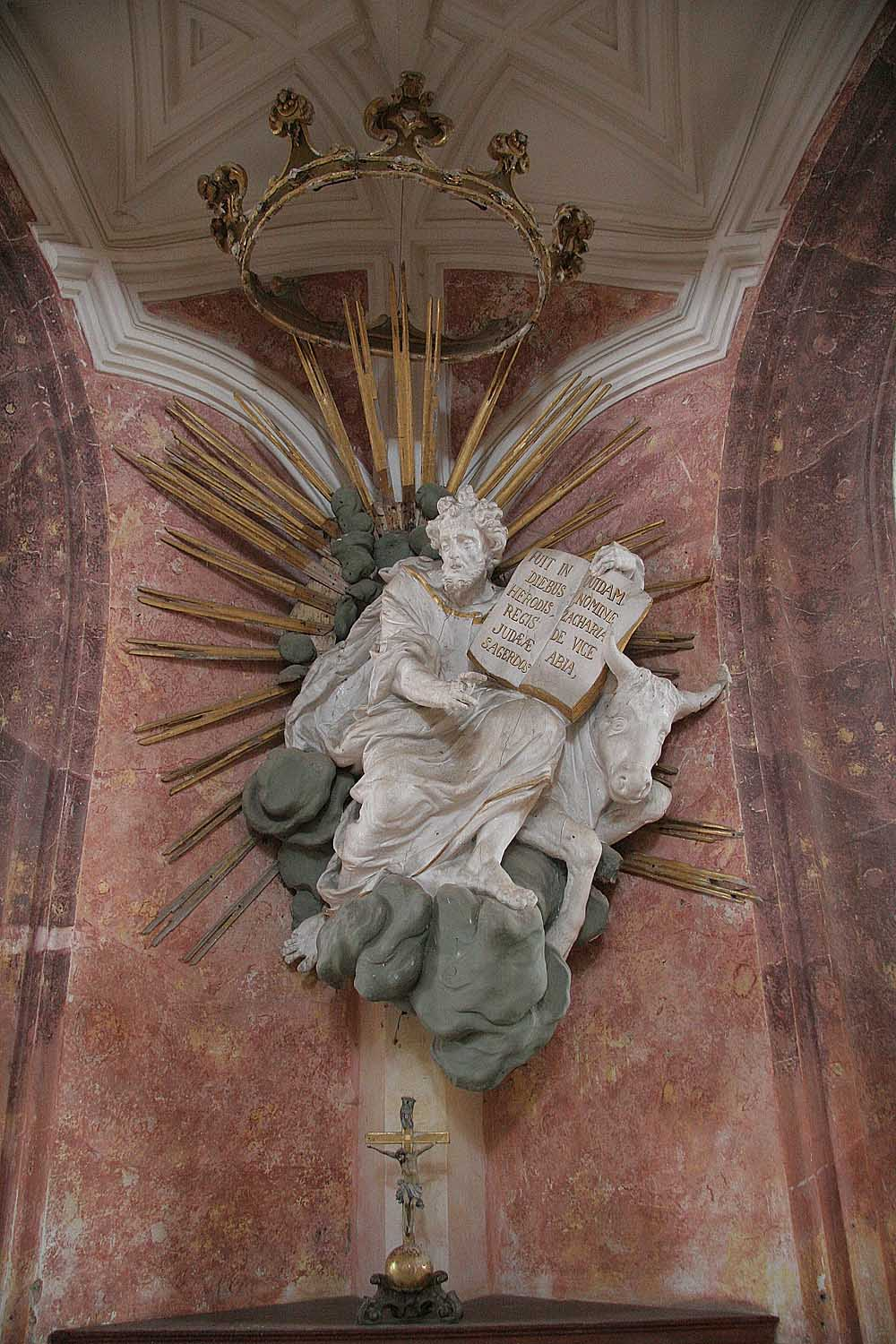
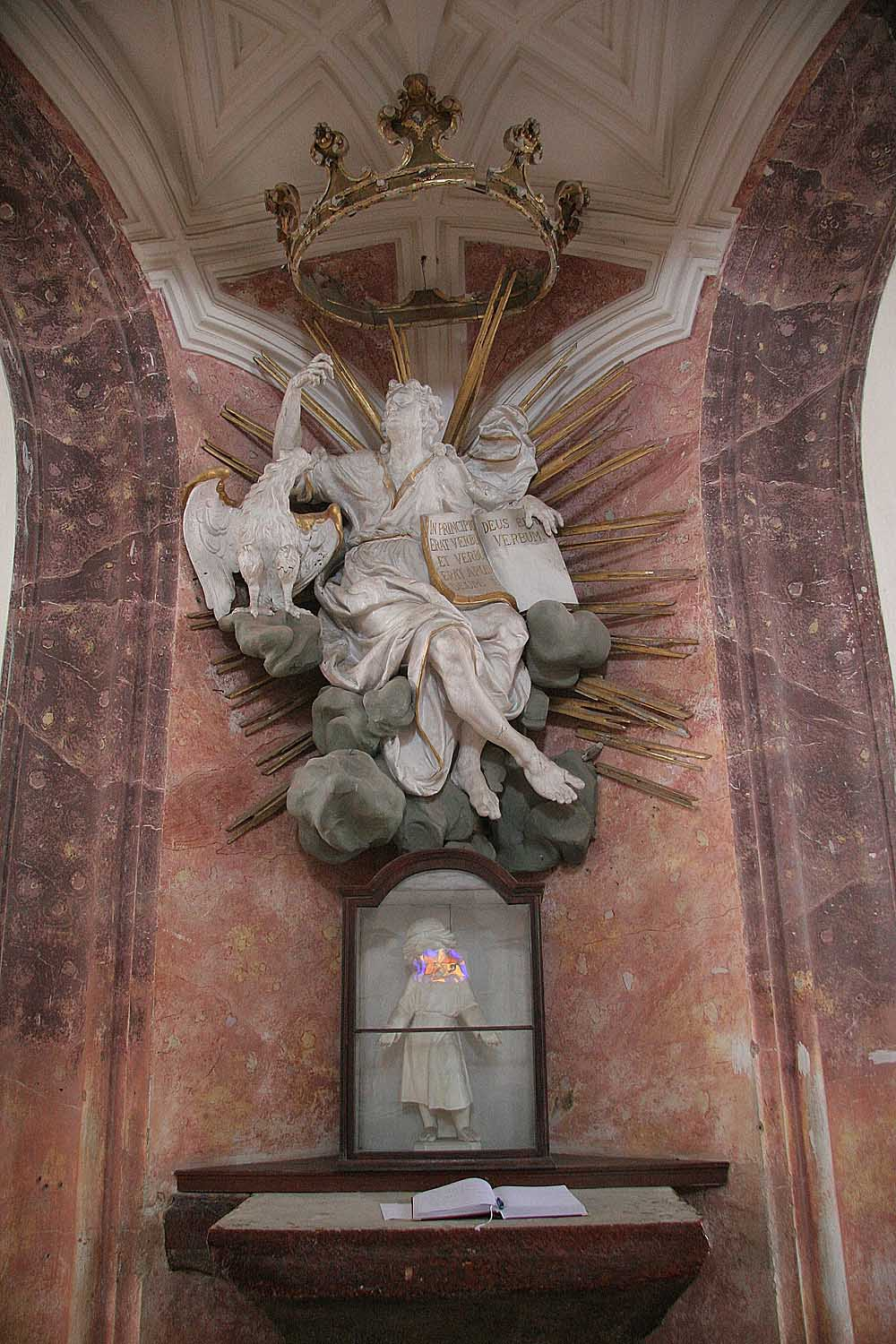